# Martina Veličková
Martina Veličková (* 17. Februar 1989 in Prešov, Tschechoslowakei) ist eine slowakische Eishockeyspielerin, die seit 2013 beim ŽHK Šarišanka Prešov in der slowakischen Fraueneishockeyliga, der Extraliga žien, unter Vertrag steht.

## Karriere
Martina Veličková begann mit dem Eishockeysport in ihrer Heimat Prešov. Sie war eine Schülerin der Sportklasse an der Grundschule und im vierten Schuljahr wechselte sie als Neunjährige zu einer Jungen-Eishockeyklasse. Bis 2004 spielte sie dann für den HC OSY Spišská Nová Ves, ehe sie zusammen mit zwei weiteren slowakischen Spielerinnen (Iveta Karafiátová und Zuzana Tomčíková) nach Kanada zu den Caronport Cougars wechselte und parallel die Highschool besuchte. 2005 kehrte sie in die Slowakei zurück und spielte in den folgenden Jahren für den HC Slovan Bratislava in der heimischen 1. liga žien sowie parallel in der Elite Women’s Hockey League. In den Jahren 2006 und 2007 gewann Veličková mit Slovan den EWHL-Meistertitel, ehe sie 2008 zum HC Slavia Prag wechselte. Mit diesem konnte sie 2009 den Gewinn der EWHL wiederholen. Anschließend kehrte sie zu Slovan zurück.
Im Januar 2010 wechselte sie nach Deutschland zum OSC Berlin und spielte für den OSC in der Fraueneishockey-Bundesliga, dem European Women Champions Cup sowie dem DEB-Pokal. Am Saisonende gewann sie mit dem OSC den deutschen Meistertitel.
Im September 2010 wurde Veličková vom neu gegründeten HK Pantera Minsk verpflichtet, der den Spielbetrieb zunächst in der lettischen Fraueneishockey-Liga aufnahm. Ab 2011 nahm der Verein zudem an der Elite Women’s Hockey League und gewann diesen Wettbewerb 2013. Nach diesem Erfolg wurde Pantera Minsk aufgelöst und Veličková entschied sich zu einer Rückkehr in die heimische Eishockeyliga. Seit 2013 spielt sie in ihrer Heimatstadt für den ŽHK Šarišanka Prešov.

### International
Zwischen 2003 und 2014 gehörte Veličková der slowakischen Nationalmannschaft an und schaffte mit dieser den Aufstieg aus der Division II (2007) bis in die Top-Division der Weltmeisterschaft (2009). Zudem qualifizierte sie sich mit dem Nationalteam in zwei Qualifikationsrunden für die Olympischen Winterspiele 2010, bei denen die Slowakei den letzten (achten) Platz belegte. Im Rahmen des Qualifikationsturniers besiegten die Slowakinnen die bulgarische Nationalmannschaft mit 82:0, wobei Veličková  alleine 17 Scorerpunkte erzielte. Das Turnier in Vancouver war zudem das erste Turnier der slowakischen Nationalmannschaft außerhalb Europas.
Bis 2014 folgten für Veličková je zwei weitere Teilnahmen an Weltmeisterschaften der Top- und Division I, bei denen sie die Slowakinnen als Kapitänin aus Eis führte. Insgesamt absolvierte Veličková mehr als 70 Länderspiele alleine bei offiziellen Turnieren der IIHF.

## Erfolge und Auszeichnungen
- 2006 Gewinn der Elite Women’s Hockey League mit dem HC Slovan Bratislava
- 2007 Gewinn der Elite Women’s Hockey League mit dem HC Slovan Bratislava
- 2009 Gewinn der Elite Women’s Hockey League mit dem HC Slavia Prag
- 2010 Deutscher Meister mit dem OSC Berlin
- 2013 Gewinn der Elite Women’s Hockey League mit dem HC Pantera Minsk

### International
- 2007 Aufstieg in die Division I bei der Weltmeisterschaft der Division II
- 2009 Aufstieg in die Top-Division bei der Weltmeisterschaft der Division I

## Karrierestatistik
(Legende zur Spielerstatistik: Sp oder GP = absolvierte Spiele; T oder G = erzielte Tore; V oder A = erzielte Assists; Pkt oder Pts = erzielte Scorerpunkte; SM oder PIM = erhaltene Strafminuten; +/− = Plus/Minus-Bilanz; PP = erzielte Überzahltore; SH = erzielte Unterzahltore; GW = erzielte Siegtore; 1 Play-downs/Relegation; Kursiv: Statistik nicht vollständig)